# CETRAM Universidad
El Centro de Transferencia Modal Universidad es un CETRAM ubicado al sur de la Universidad Nacional Autónoma de México y que da servicio a la zona sur de la Ciudad de México.

## Intervención
En el CETRAM fue intervenido durante mayo y junio de 2021 por distintos artistas urbanos intervinieron en los muros que lo rodean, esto con temas referentes al Pedregal de Santo Domingo.

## Conexiones
El CETRAM cuenta con las siguientes conexiones al transporte público de la Ciudad de México:
- (Metro de la Ciudad de México) Línea 3: Metro Universidad
- (Red de Transporte de Pasajeros de la Ciudad de México) Rutas: 17-E, 123-A, 125, 128, 134-C, 134-D, 162-D
- (Red de Autobuses de la Ciudad de México) Rutas: 2-E
- (Pumabús) Rutas: 1, 2, 3, 4, 5
- Diversas rutas concesionadas con destino a Ajusco y a Villa Coapa
- Grupo Metropolitano de Transporte(rutas: Metro Universidad - Metro Santa Martha Y Metro Universidad - Santa Catarina)

## Galería

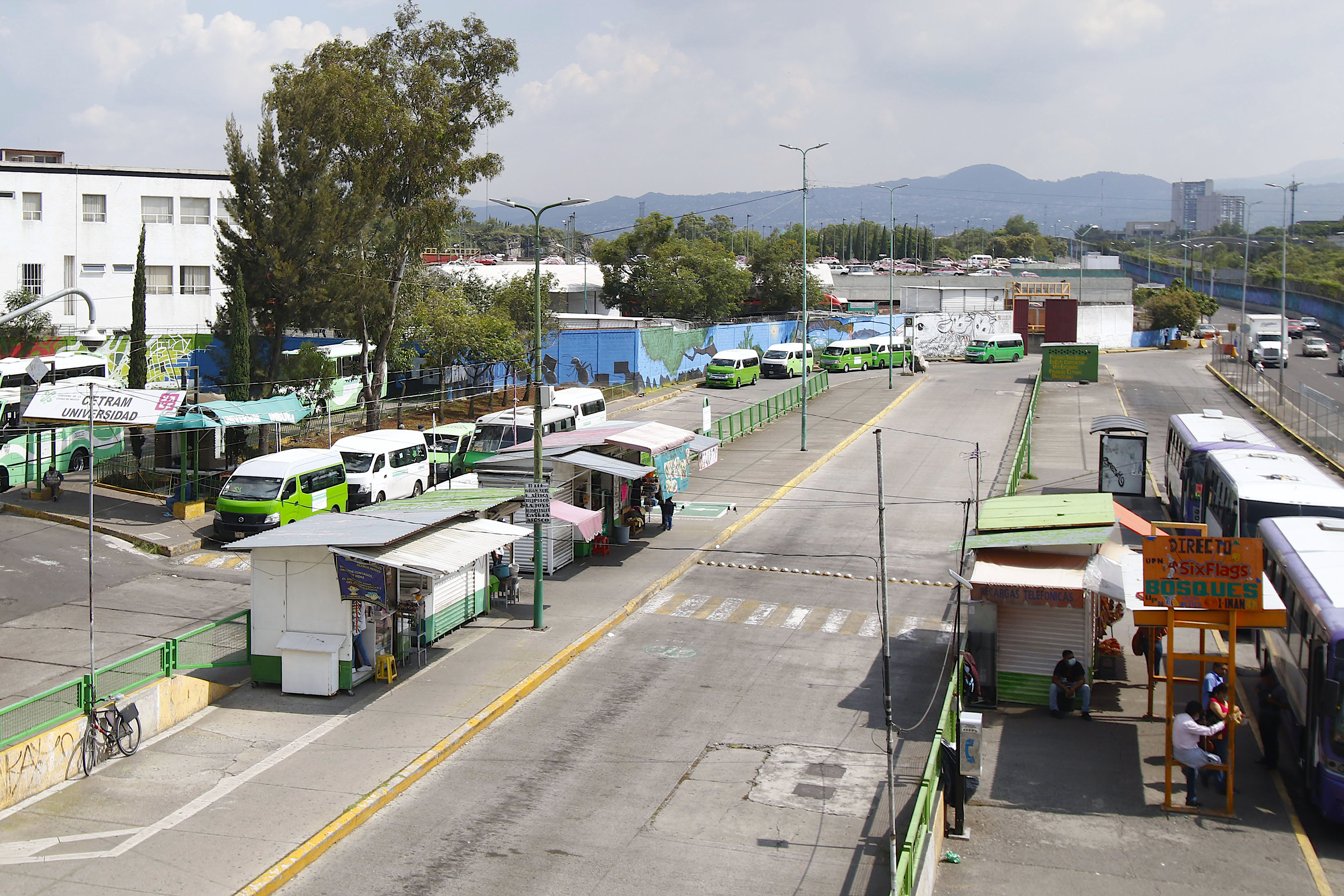
Paradero de combis.
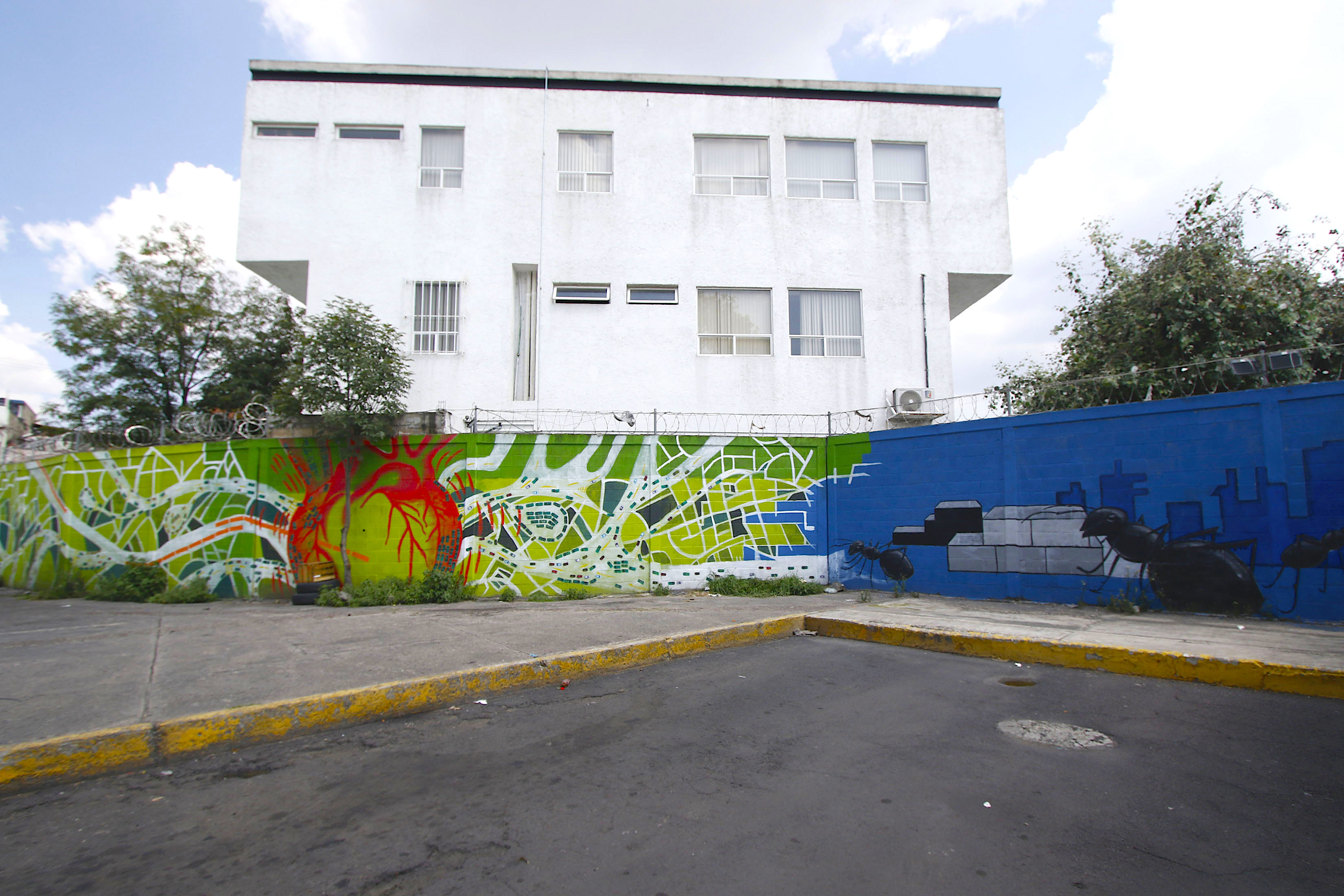
Intervención al CETRAM.
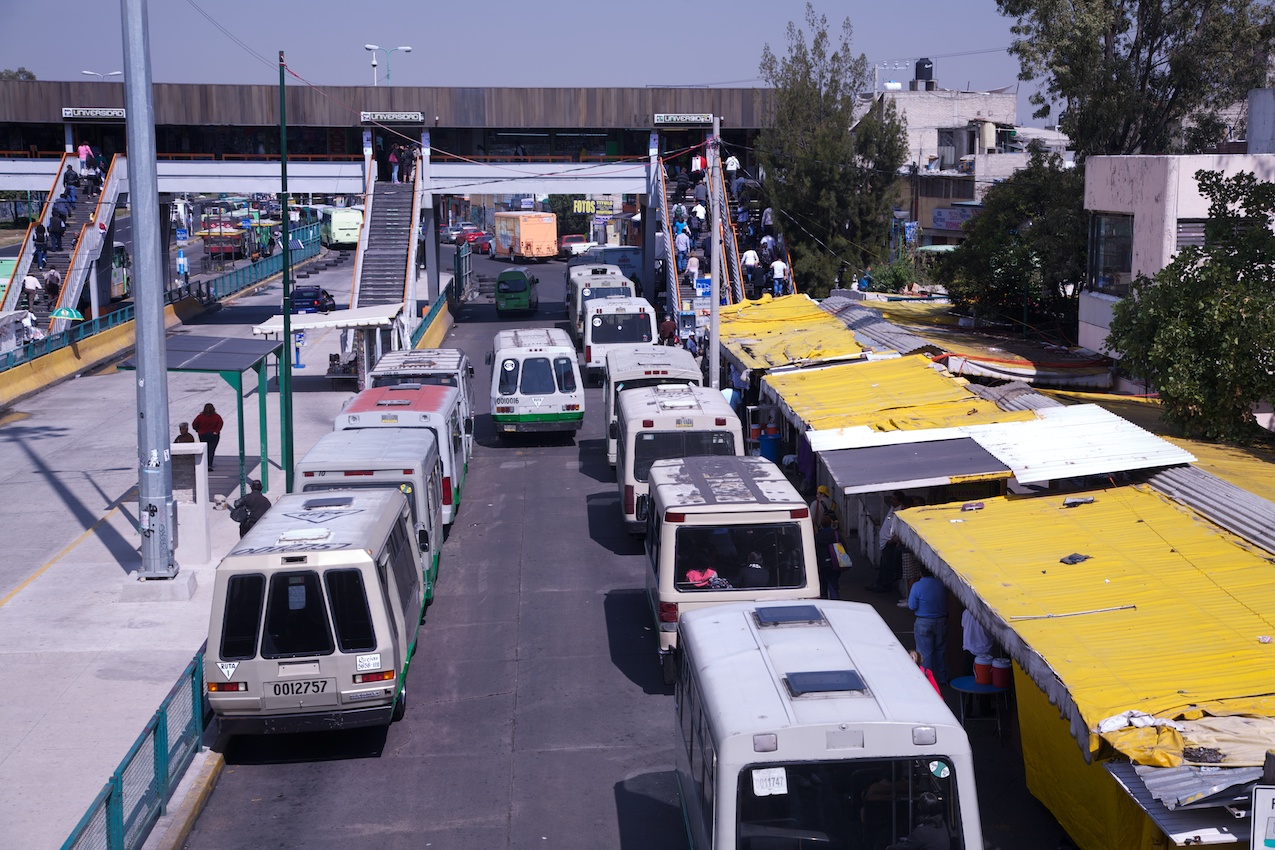
Paradero de Microbuses.
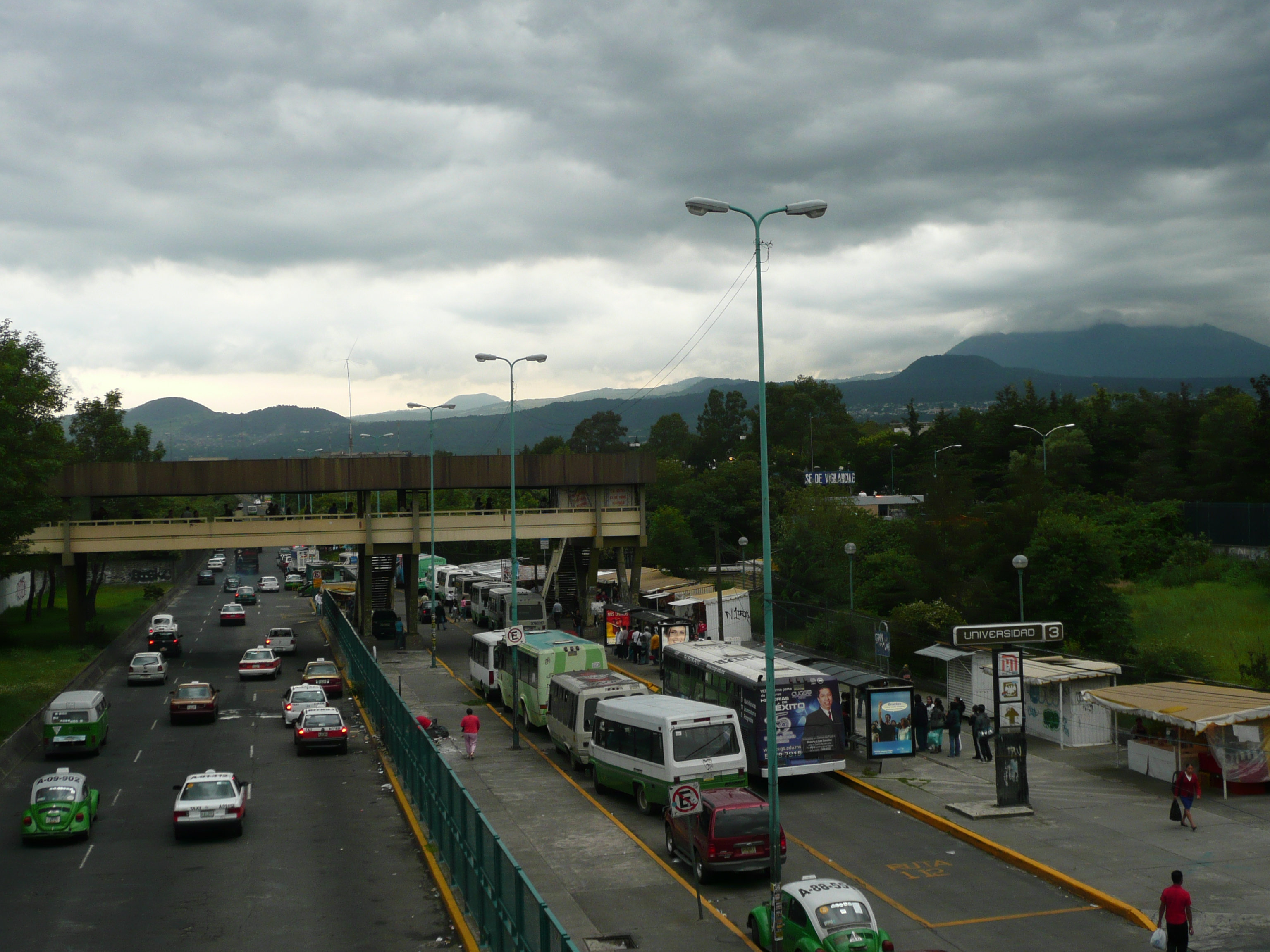
Paradero cerca del paradero de Taxis y Pumabús.